# Birdotanais songkhlaensis
Birdotanais songkhlaensis is een naaldkreeftjessoort uit de familie van de Nototanaidae. De wetenschappelijke naam van de soort is voor het eerst geldig gepubliceerd in 2012 door Kakui & Angsupanich.